# Nar Sulcus
Il Nar Sulcus è una struttura geologica della superficie di Cerere.